# Marieke de Kleine
Pour les articles homonymes, voir Kleine.
 (février 2019).
Si vous disposez d'ouvrages ou d'articles de référence ou si vous connaissez des sites web de qualité traitant du thème abordé ici, merci de compléter l'article en donnant les références utiles à sa vérifiabilité et en les liant à la section « Notes et références ».
Marieke de Kleine, née le 4 octobre 1980 à Enschede,,, est une actrice néerlandaise.

## Filmographie

### Cinéma et téléfilms
- 2005-2006 :  Vuurzee (nl) : Carla
- 2006 : Spoorloos verdwenen (nl) : Cora Wilnis
- 2006 : LOTTE (nl) : Layla
- 2006-2009 : Juliana, prinses van oranje (nl) : La princesse Juliana
- 2008 : Parels & Zwijnen (nl) : Myra
- 2009 : Blijf : Simone
- 2010 : De co-assistent (nl) : Hanne
- 2011 : Midzomernacht (nl) : Lena
- 2012 : Mees Kees (nl) : Linda, la mère de Sep
- 2013 : Mees Kees op kamp (nl) : Linda, la mère de Sep
- 2014 : Mees Kees op de planken (nl) : Linda, la mère de Sep
- 2017 : Flikken Rotterdam (nl) : Tina van Zanen